# شونباخ
شونباخ (بالألمانية:  Schönbach) هي بلدة تقع في منطقة زوتيل في ولاية النمسا السفلى.